# 65-я годовщина Победы в Великой Отечественной войне (монеты)
Памятные монеты Центрального банка Российской Федерации, посвящённые 65-летию Победы в Великой Отечественной войне 1941—1945 гг.

## Серия: «Великая Отечественная война»

### 3 рубля

#### 65-я годовщина Победы в Великой Отечественной войне 1941—1945 гг.
1 марта 2010 года Банк России выпустил в обращение три серебряные монеты номиналом 3 рубля каждая, посвящённые 65-й годовщине Победы в Великой Отечественной войне 1941—1945 гг.
| Изображение | Описание | Примечание |
| ----------- | --- | --- |
|             | В центре — эмблема Банка России (двуглавый орёл с опущенными крыльями, под ним — надпись полукругом «БАНК РОССИИ»), обрамлённая кругом из точек и надписями по кругу — вверху: «ТРИ РУБЛЯ», внизу: слева — обозначения драгоценного металла и пробы сплава, в центре — дата выпуска «2010 г.», справа — содержание химически чистого металла и товарный знак Санкт-Петербургского монетного двора (СПМД). | Единый аверс для всех трёх серебряных монет данной серии. - Оформление гурта: 300 рифлений. - Чеканка: Санкт-Петербургский монетный двор (СПМД). |
|             | Танкисты На переднем плане справа — три советских солдата на танке, на втором плане — изображение разрушенного Рейхстага, вверху слева в две строки — даты «1941-1945», внизу — цветное изображение орденской ленты. | - Каталожный номер: 5111-0194 - Художник реверса: С. В. Сутягин. - Скульптор: С. А. Корнилов. В конце Второй мировой войны в танковых войсках РККА насчитывалось 6 танковых армий, 14 отдельных танковых и 7 механизированных корпусов. На их вооружении находилось более 35 300 танков и самоходно-артиллерийских установок. |
|             | Женщины-работницы На первом плане в центре — женщина, укладывающая снаряды, слева в две строки — даты «1941-1945», — на втором плане справа — женщина, работающая за станком, внизу — цветное изображение орденской ленты. | - Каталожный номер: 5111-0195 - Художник реверса: С. А. Козлов. - Скульптор: С. А. Корнилов. В то время как большинство советских мужчин воевало на фронтах Великой Отечественной, их место за станками заняли женщины. |
|             | Санитарка и раненый В центре — санитарка, делающая перевязку раненому воину в поле, слева в две строки — даты «1941-1945», внизу — цветное изображение орденской ленты. | - Каталожный номер: 5111-0196 - Художник реверса: С. В. Сутягин. - Скульптор: С. А. Корнилов. В обязанности военных санитаров входили оказание первой медицинской помощи на поле боя и транспортировка раненных в лазареты.                                                                                                   |

| Номинал | Качество | Металл, проба    | Масса общая, г | Содержание химически чистого металла не менее, г | Диаметр, мм   | Толщина, мм  | Тираж, шт.           |
| ------- | -------- | ---------------- | -------------- | ------------------------------------------------ | ------------- | ------------ | -------------------- |
| 3 рубля | пруф     | серебро 925/1000 | 33,94 (±0,31)  | 31,10                                            | 39,00 (±0,30) | 3,30 (±0,35) | 7500 (каждой монеты) |

### 10 рублей

#### Официальная эмблема 65-летия Победы
29 декабря 2010 года Банк России выпустил в обращение в рамках эмиссионной программы монету из недрагоценного металла номиналом 10 рублей с изображением эмблемы празднования 65-летия Победы в Великой Отечественной войне 1941—1945 гг. Эта монета стала первой памятной монетой из стали. Её аверс сохранил привычное оформление латунно-мельхиоровых монет, выпускающихся с 2000 года, почти без изменений. Но диаметр стал меньше — 22 мм, как у обычных стальных десятирублёвых монет.
| Аверс | Реверс | Примечание |
| --- | --- | --- |
| В центре диска — обозначение номинала монеты «10 РУБЛЕЙ». Внутри цифры «0» — скрытые, видимые поочерёдно при изменении угла зрения изображения цифры «10» и надписи «РУБ». По окружности вдоль канта — надписи, вверху: «БАНК РОССИИ», внизу — дата: «2010», слева — стилизованное изображение оливковой ветви, справа — дубовой. | На фоне лучеобразных радиальных полос — эмблема 65-летия Победы в виде стилизованного изображения звезды, образованной пятью бантами орденской ленты, в центре — диск с круговыми надписями вдоль канта: «ПОБЕДА В Великой Отечественной войне» и «65 ЛЕТ», разделёнными двумя звёздочками, в центре диска — пятиконечная звезда знака ордена Славы. | - Каталожный номер: 5714-0001 - Художник: А. Д. Щаблыкин. - Скульптор: А. А. Долгополова. - Чеканка: Санкт-Петербургский монетный двор (СПМД). - Оформление гурта: 6 участков по 5 рифов и 6 участков по 7 рифов, чередующиеся с 12 гладкими участками. \| Номинал \| 10 рублей \| \| Качество \| АЦ \| \| Сплав \| сталь с латунным гальваническим покрытием \| \| Диаметр, мм \| 22,0 \| \| Толщина, мм \| 2,20 \| \| Масса, г \| 5,63 \| \| Тираж, шт. \| 10 000 000 \| |
| Номинал | 10 рублей | |
| Качество | АЦ | |
| Сплав | сталь с латунным гальваническим покрытием | |
| Диаметр, мм | 22,0 | |
| Толщина, мм | 2,20 | |
| Масса, г | 5,63 | |
| Тираж, шт. | 10 000 000 | |

Очень редко встречается монета этой разновидности из немагнитного сплава — метал томпак или чистая латунь, достоверно известно только о двух таких монетах, возможно их существует несколько больше чем два экземпляра.